# Norðtoftir

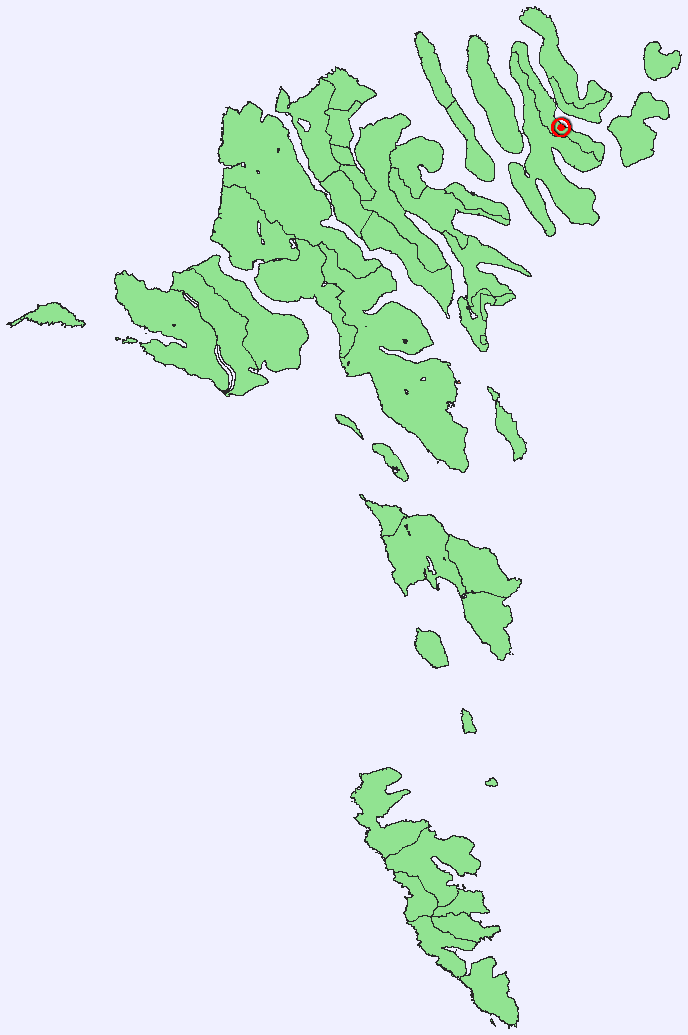
Lage von Norðtoftir auf den Färöern

Norðtoftir [ˈnoːʂˌtɔftɪɹ] (dänisch: Nordtofte) ist ein Ort der Färöer auf der Insel Borðoy, die zu den sechs Nordinseln gehört.
Verwaltungsmäßig ist der Ort zur färöischen Gemeinde Hvannasund (Hvannasunds kommuna) angegliedert. Am 1. Januar 2016 lebten in Norðtoftir drei Einwohner. Die Postleitzahl lautet FO-736.

## Ortskunde
Der kleine Ort Norðtoftir liegt an der Ostküste Borðoys unmittelbar am Ende des zweiten Tunnels der Straße von Klaksvík. Die nächstgrößeren Orte in der Umgebung sind Norðdepil und Hvannasund am weiteren Verlauf der Straße. Geschichtlich erstmals in Erscheinung tritt Norðtoftir gemeinsam mit dem Nachbardorf Depil im Jarðarbókin von 1584. Im Jahr 1835 gab es im Ort erstmals Schulunterricht. Norðtoftir war ein beliebter Aufenthaltsort des Schriftstellers Herman Bang, der hier an vielen seiner Werke schrieb. Wichtigste Einrichtung im Ort ist heute eine Lachsaufzuchtstation der Firma Eystlaks. Die Einwohnerzahl von Norðtoftir hat in den letzten zehn Jahren sehr stark abgenommen. Lebten 2005 noch 8 Menschen im Ort, hatte der Ort ein Jahrzehnt später nur noch drei Einwohner.